# Natálie Halouzková
Natálie Halouzková (* 8. ledna 2001 Jilemnice) je česká herečka.
Natálie Halouzková se narodila 8. ledna 2001 v Jilemnici. Do svých 6 let žila ve Špindlerově Mlýně, následně se s rodinou přestěhovala do Prahy.
Na televizních obrazovkách se v první větší roli objevila ve svých 11 letech v seriálu Gympl s (r)učením omezeným jako Lada Smutná. Následně si zahrála ve filmu Něžné vlny. V letech 2018–2019 hrála v seriálu Krejzovi Anetu Vymešovou; dále ztvárnila v Sestřičkách jednu z hlavních rolí, zdravotní sestru Kateřinu Kinskou, a v seriálu Dobré zprávy reportérku Báru Beránkovou.
Od září 2022 Natálie účinkuje na prknech divadla Kalich v muzikálu s písněmi Hany Zagorové Biograf láska v roli Markéty; v témže divadle bude účinkovat v chystaném muzikálu Srdcový král.
Je účastnicí televizní reality show Survivor Česko & Slovensko 2025.

## Filmografie

### Film
- 2013 – Něžné vlny, dvanáctiletá Ela
- 2017 – Všechno nebo nic, malá Linda

### Televizní seriál
- 2005 – Ordinace v růžové zahradě, záškolačka
- 2012 – Gympl s (r)učením omezeným, Lada Smutná
- 2018 – Krejzovi, Aneta Vymešová
- 2018 – Polda, studentka
- 2020 – Sestřičky, zdravotní sestra Bc. Kateřina Kinská
- 2022 – Zoo, Mína
- 2022 – Špunti na cestě, Markéta
- 2023 – Sedm schodů k moci
- 2023 – Dobré zprávy, reportérka Bára Beránková

## Divadlo
Divadlo Kalich
- 2022 – Biograf láska, role: Markéta